# Остров Росса
Остров Росса — остров вулканического происхождения в одноимённом море. Размеры примерно 70 на 72 км. Площадь 2460 км². Практически полностью покрыт снегом и льдом. Наивысшая точка — вулкан Эребус (3795 м), один из двух активных вулканов Антарктики (второй — Десепшен). Ещё одной главенствующей вершиной острова является потухший вулкан Террор (3230 м).
От материковой части Антарктиды отделён проливом Мак-Мердо, часть которого скрыта шельфовым ледником Росса. В связи с этим иногда рассматривается как полуостров (а пролив Мак-Мердо — как залив).
Был открыт в январе 1841 года британским путешественником Джеймсом Кларком Россом. Назван Робертом Скоттом во время первой британской экспедиции в Антарктиду в честь первооткрывателя. 
Остров стал отправной точкой целого ряда первых исследовательских экспедиций Роберта Скотта и Эрнеста Шеклтона. На мысе Эванс, мысе Ройдс и полуострове Хат-Пойнт находятся хижины первопропроходцев шестого континента, которые являются объектами исторического наследия.
Первое восхождение на Эребус было совершено в 1908 году во время первой экспедиции Шеклтона.

## Территориальные претензии
Остров Росса относится к территории Росса на которую претендует Новая Зеландия.

## Научные станции и население
На острове расположены две действующие круглогодичные антарктические станции: Мак-Мердо (США) и Скотт-Бейс (Новая Зеландия). В зависимости от сезона, на острове присутствует от 180 до 1000 человек. Постоянного населения нет, но многие исследователи живут на станциях более года.
С 1987 по 1992 год на острове (мыс Эванс) находилась база Уорлд-Парк-Бейс — круглогодичная станция экологической организации «Гринпис».